# Waterfalls
Waterfalls is een nummer van de Amerikaanse R&B-groep TLC uit 1995. Het is de derde single van hun tweede studioalbum CrazySexyCool.
Waterfalls gaat over drugsproblemen en HIV-besmetting, wat twee grote problemen waren in de Amerikaanse samenleving op het moment dat het nummer werd uitgebracht. Het nummer werd een wereldwijde hit, en wist de nummer 1-positie te behalen in de Amerikaanse Billboard Hot 100. In de Nederlandse Top 40 haalde het de 5e positie, en in de Vlaamse Ultratop 50 de 25e.
De indierockband Death Cab for Cutie bracht in december 2020 een cover uit van Waterfalls.